# Schifffahrtsmuseum Kiel
Das Schifffahrtsmuseum Kiel ist ein Museum in Kiel, das 1978 in der ehemaligen Fischauktionshalle am Sartorikai eingerichtet wurde.
Es zeigt die Geschichte der Seestadt Kiel und ihre maritimen Verbindungen in alle Welt. An der benachbarten Museumsbrücke Seegarten liegen der Seenotrettungskreuzer Hindenburg, das Feuerlöschboot, das Fahrgastschiff Stadt Kiel und der Tonnenleger Bussard von 1906. Die Laterne des Feuerschiffes Kiel (später bekannt als Segelschulschiff Alexander von Humboldt) wurde vor dem Museum aufgestellt.

## Geschichte

### Fischauktionshalle Kiel

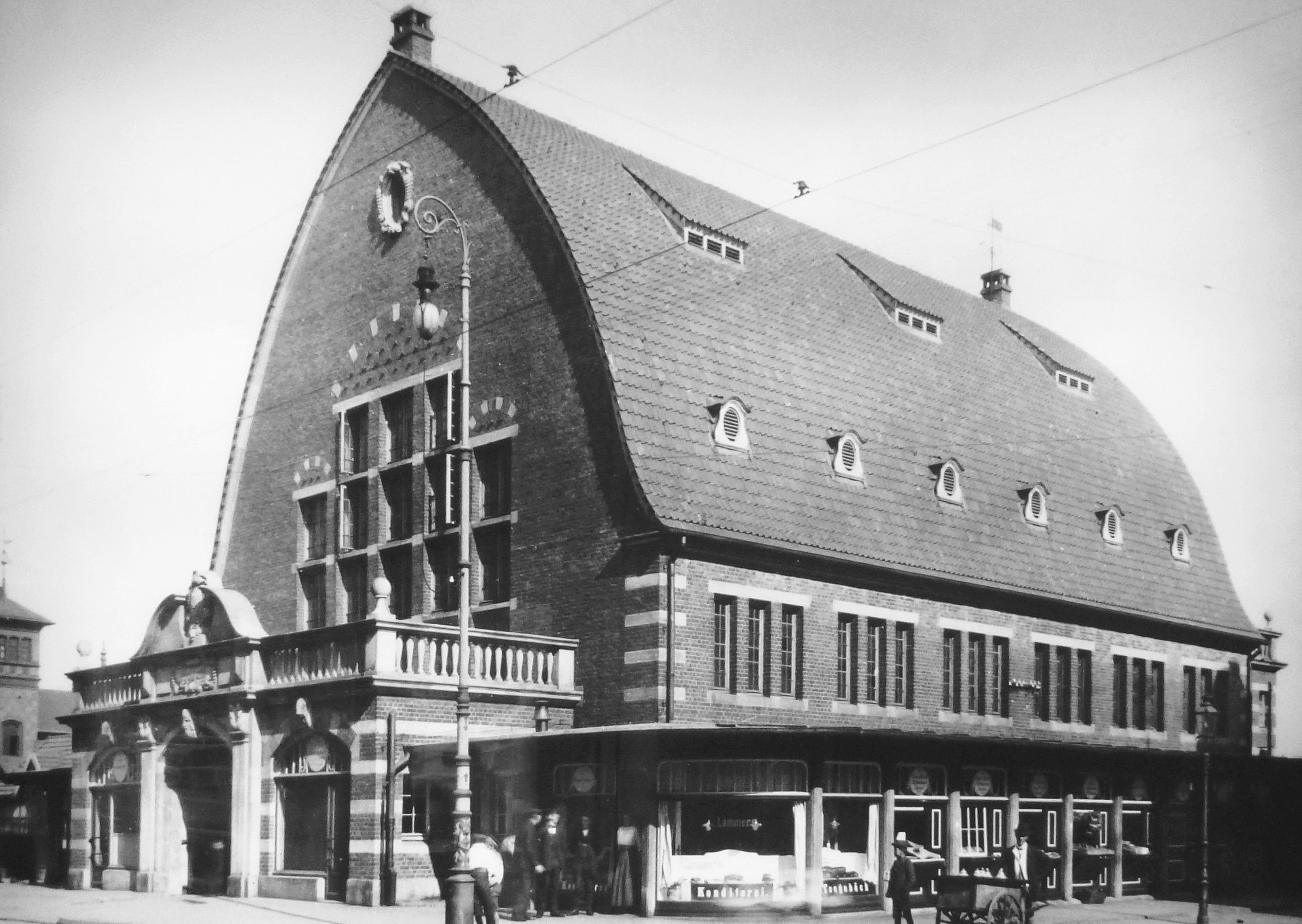
Fischauktionshalle Kiel 1910.

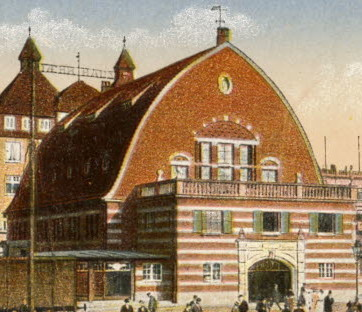
Ansicht vom Wasser um 1910

Die Kieler Fischhalle bei den Seegartenbrücken wurde 1910 eröffnet, um den Fischhandel auf einen Ort zu konzentrieren und witterungsunabhängig zu machen. Das repräsentative Gebäude mit dem hohen Dach entwarf der Stadtbaurat Georg Pauly. Im Inneren befanden sich zwei 8 m lange Becken, um die herum die Fischer ihre Stände errichteten. Außen befanden sich 30 einzeln zugängliche Ladengeschäfte. Allerdings erfüllte die neue Halle nicht die Erwartungen: Für Auktionen war sie zu klein, und die Geschäfte und Stände fanden keine Mieter.

### Leerstand und Museum
Nachdem die Halle den Zweiten Weltkrieg ohne Schäden überstanden hatte, verlor sie beim Umzug des Fischmarkts an die Schwentinemündung 1948 ihre Funktion. Nach langem Leerstand wurde zwar 1966 der Abbruch beschlossen, jedoch nicht durchgeführt. 1972 wurde das Bauwerk unter Denkmalschutz gestellt und in die Liste der Kulturdenkmale der Stadt Kiel eingetragen.
Am 30. April 1978 wurde das Schifffahrtsmuseum eröffnet. Am 25. April 2014 wurde das Museum nach den 2010 begonnenen Sanierungsarbeiten mit einer neu ausgerichteten Ausstellung wieder offiziell eröffnet. Schwerpunkte der permanenten Ausstellung zeigen Kiels Fischereigeschichte, den Nord-Ostsee-Kanal, Marinemalerei und zahlreiche Schiffsmodelle sowie nautisches Gerät. Unter den Exponaten befindet sich auch ein Wracksegment des Kleinst-U-Bootes Seehund, das 1995 beim Bau des dritten Fährterminals aus der Kiele Förde geborgen wurde. Im August 2020 eröffnete die neue Dauerausstellung Marine, Werften, Segelsport.

## Sonderausstellungen
Nach einem erneuten Umbau Anfang 2018 im nahezu gesamten Museumsbereich wichen die bisherigen Schwerpunktthemen der Sonderausstellung zum 100. Jahrestag des Kieler Matrosenaufstandes, die am 6. Mai 2018 eröffnet wurde und bis zum 17. März 2019 lief.

## Innenansicht und Exponate

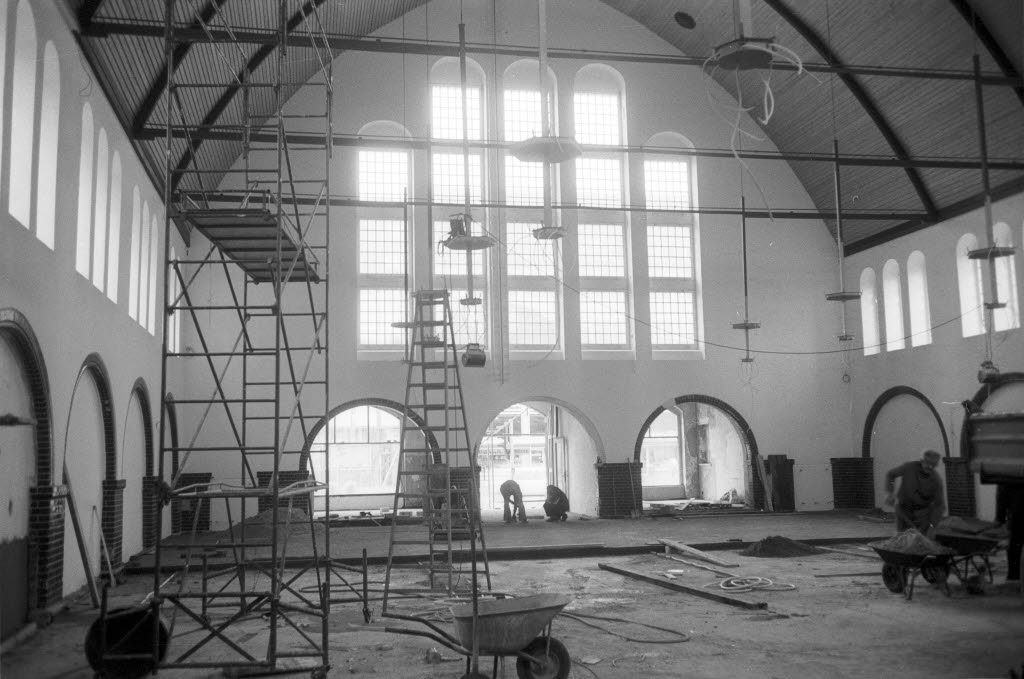
Renovierung vor Umnutzung als Schifffahrtsmuseum, 1976
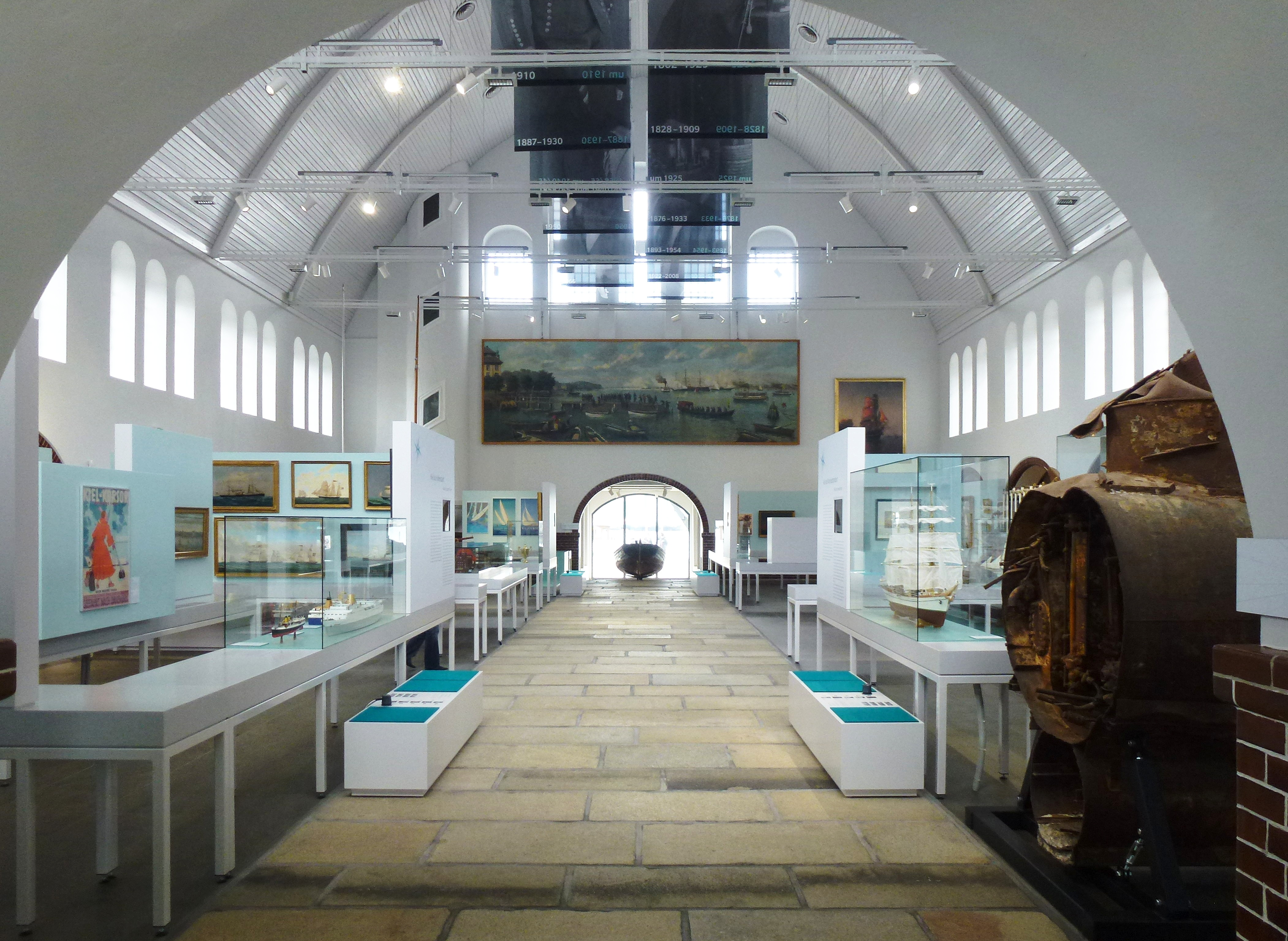
Halle, Innenansicht
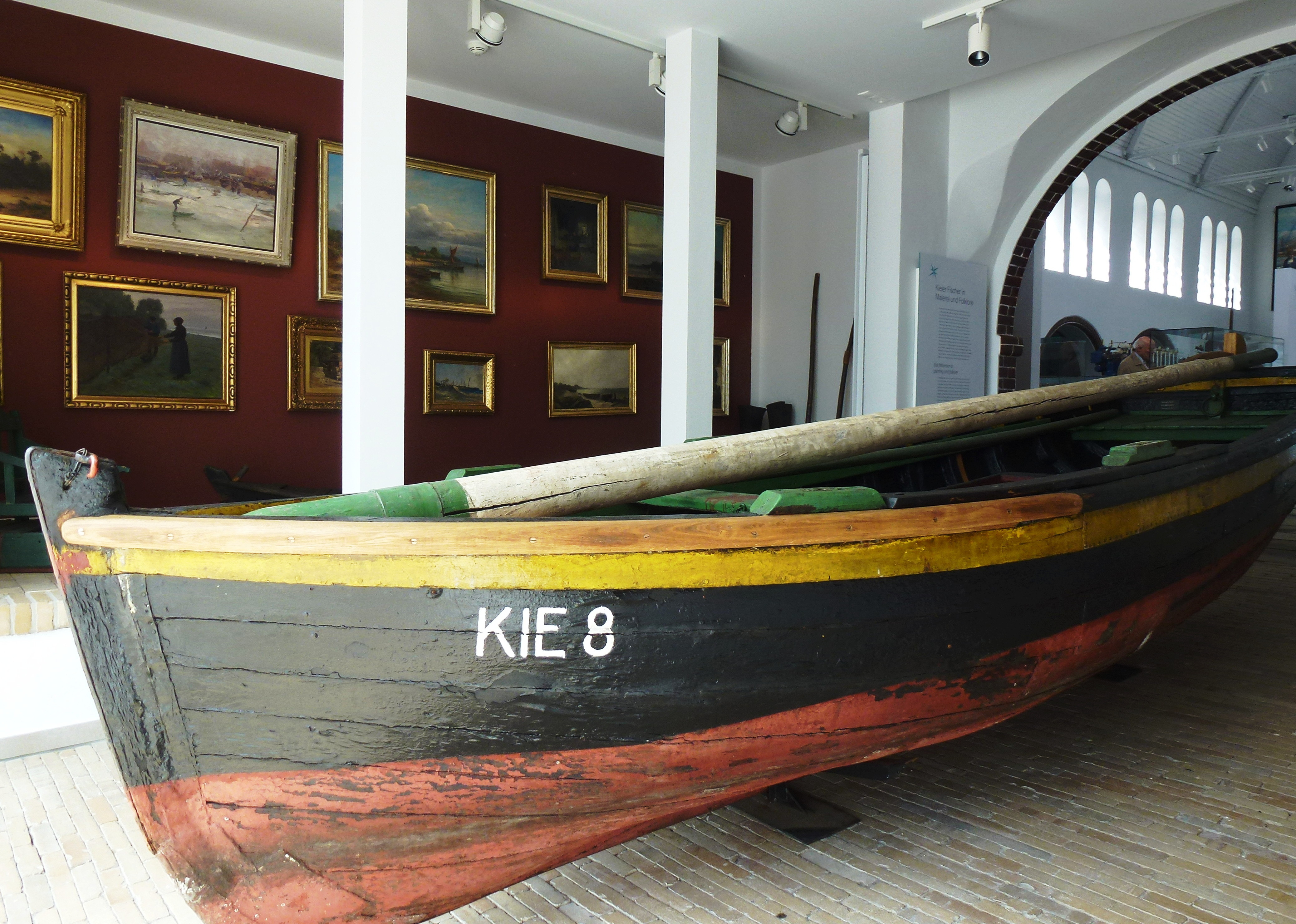
Fischerboot KIE 8
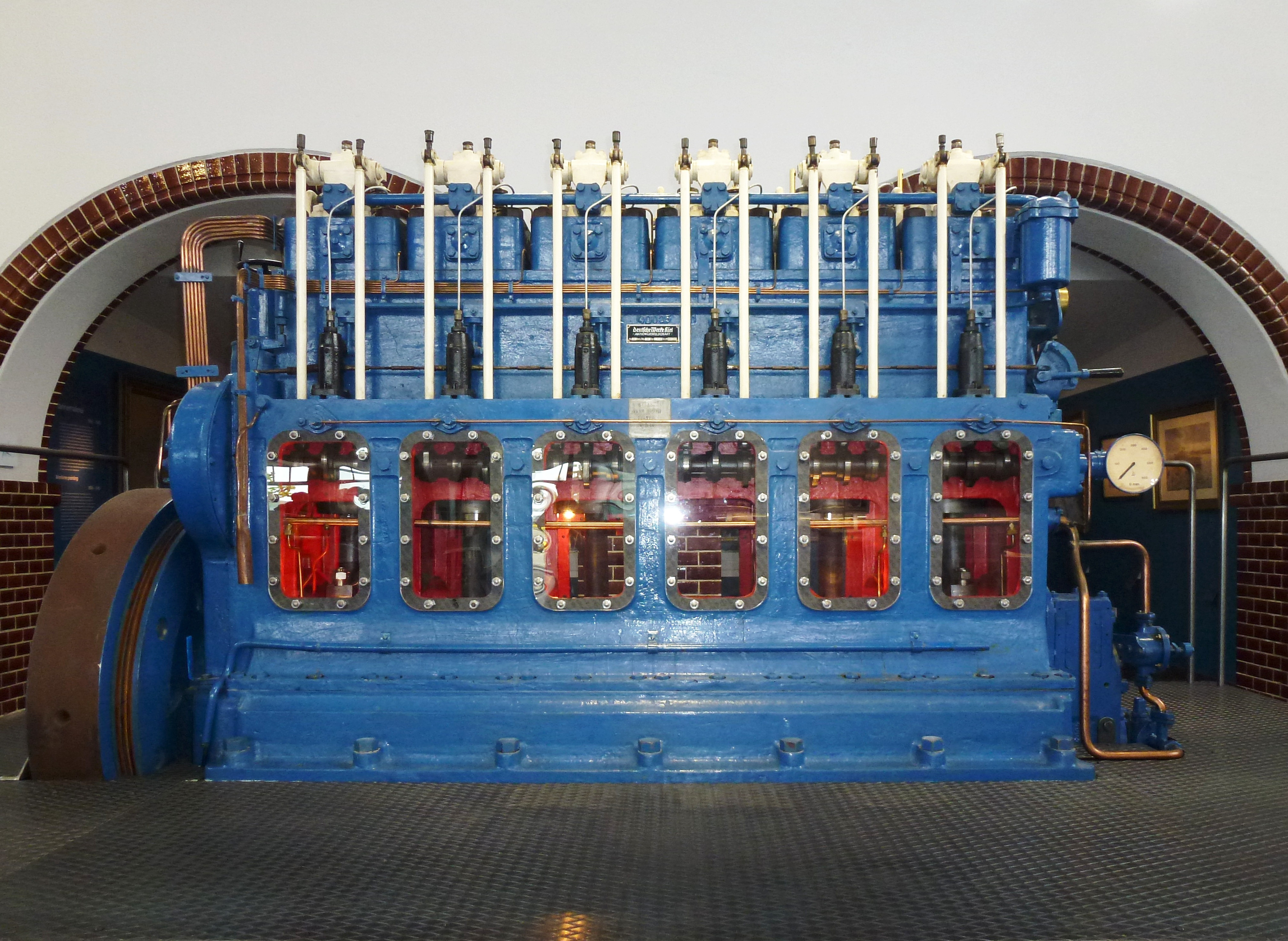
Schiffsdiesel, Deutsche Werke Kiel
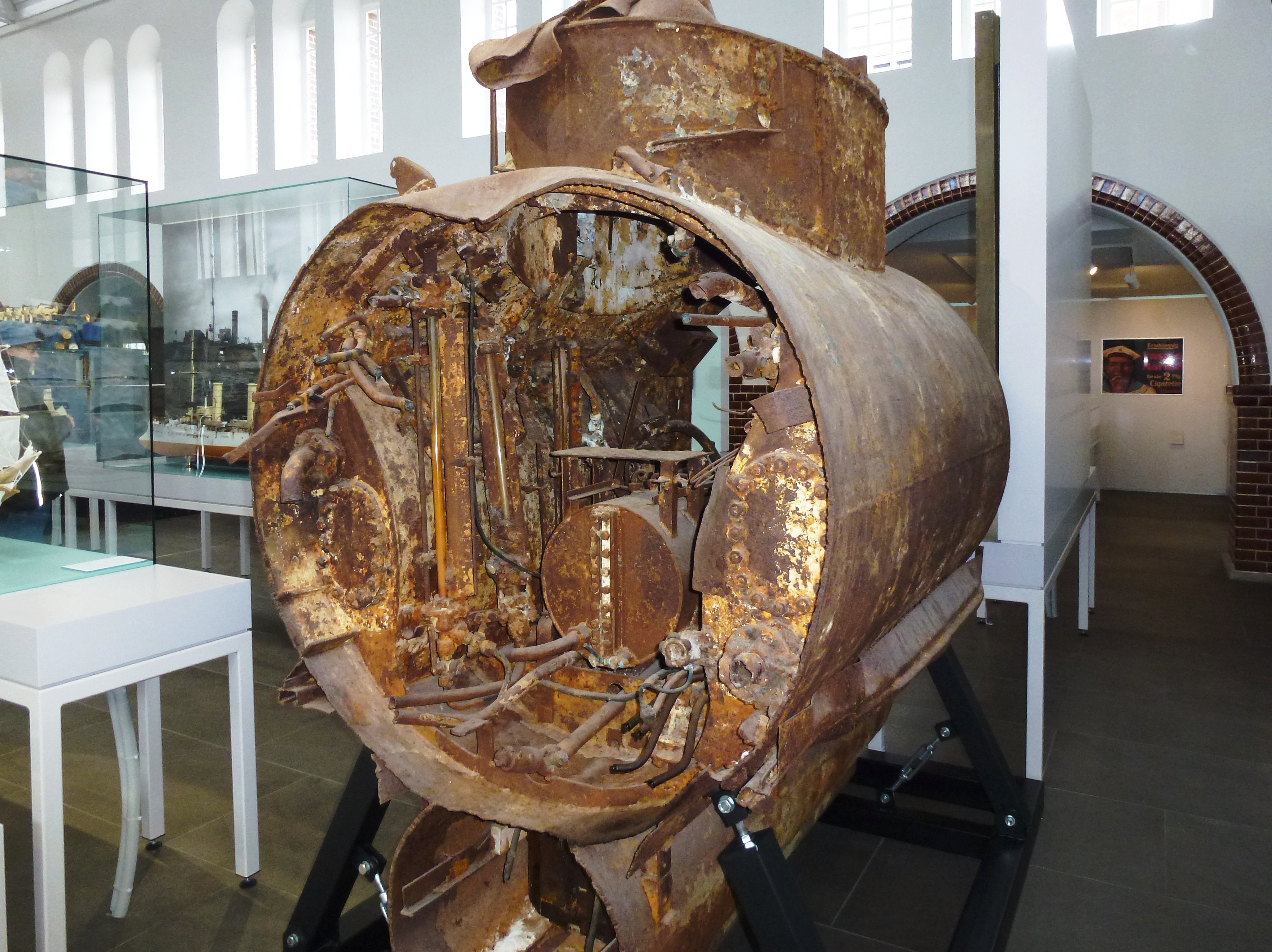
Wracksegment des Kleinst-U-Bootes Seehund

## Exponate an der Museumsbrücke Seegarten

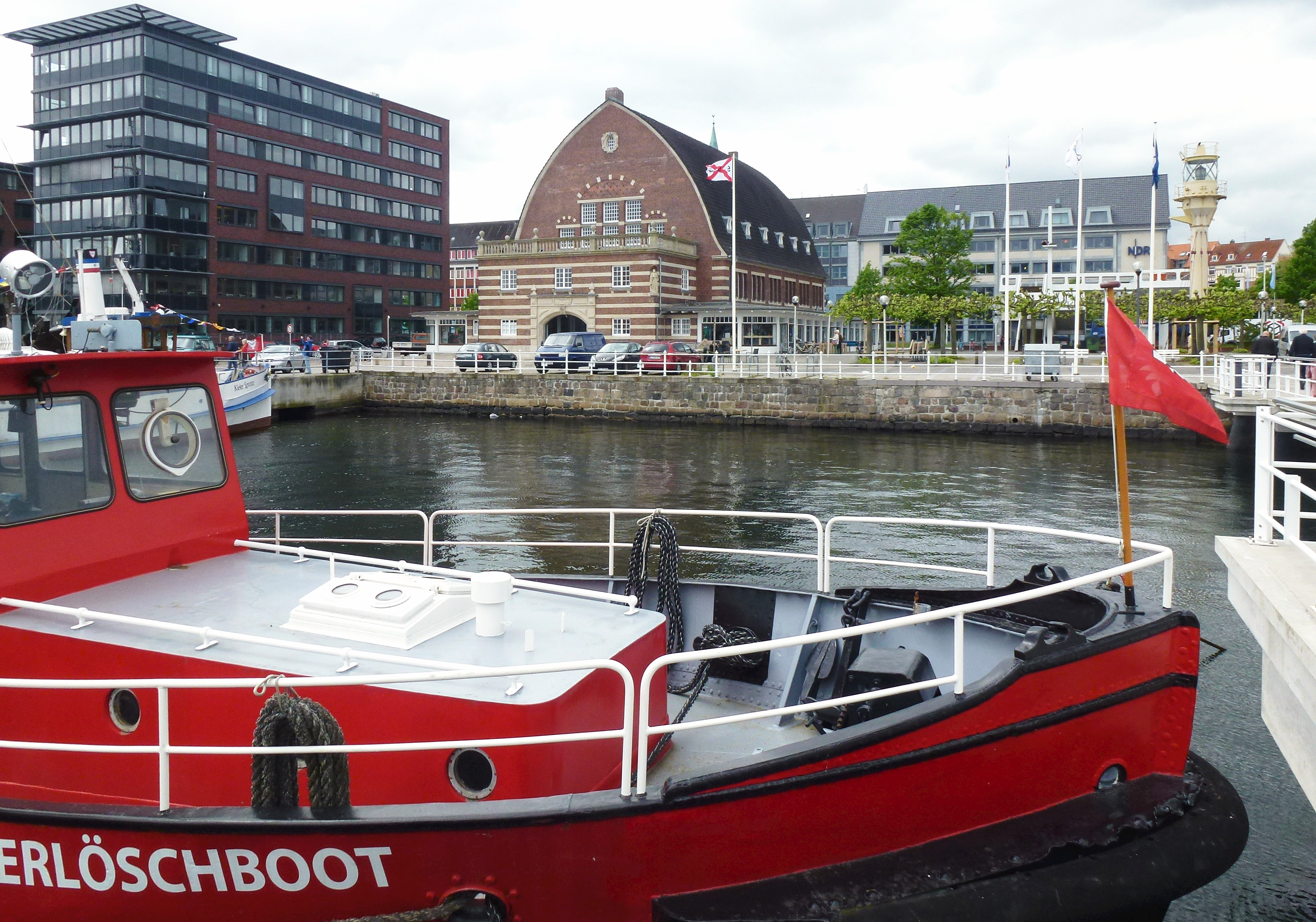
Feuerlöschboot
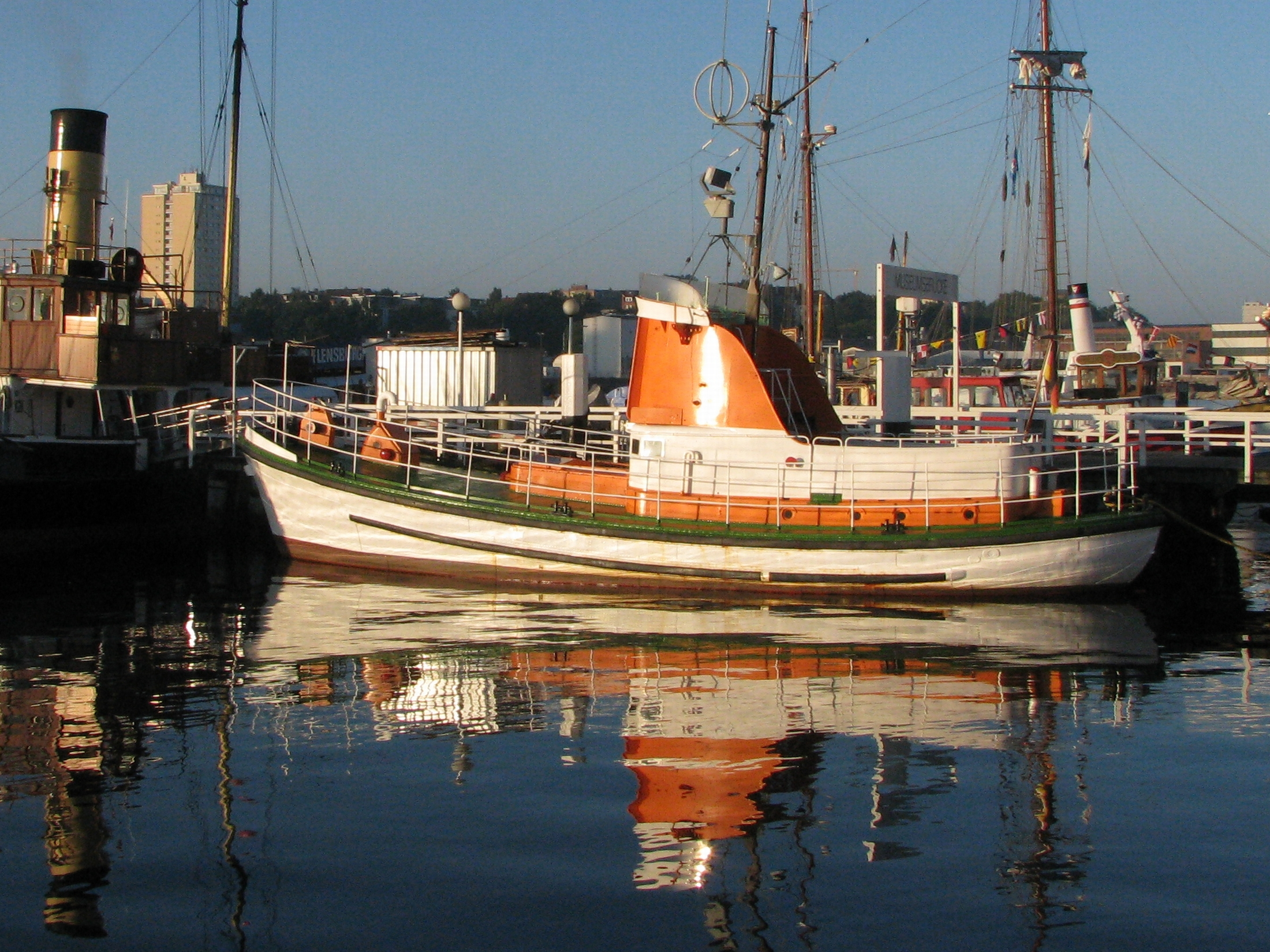
Seenotrettungskreuzer Hindenburg
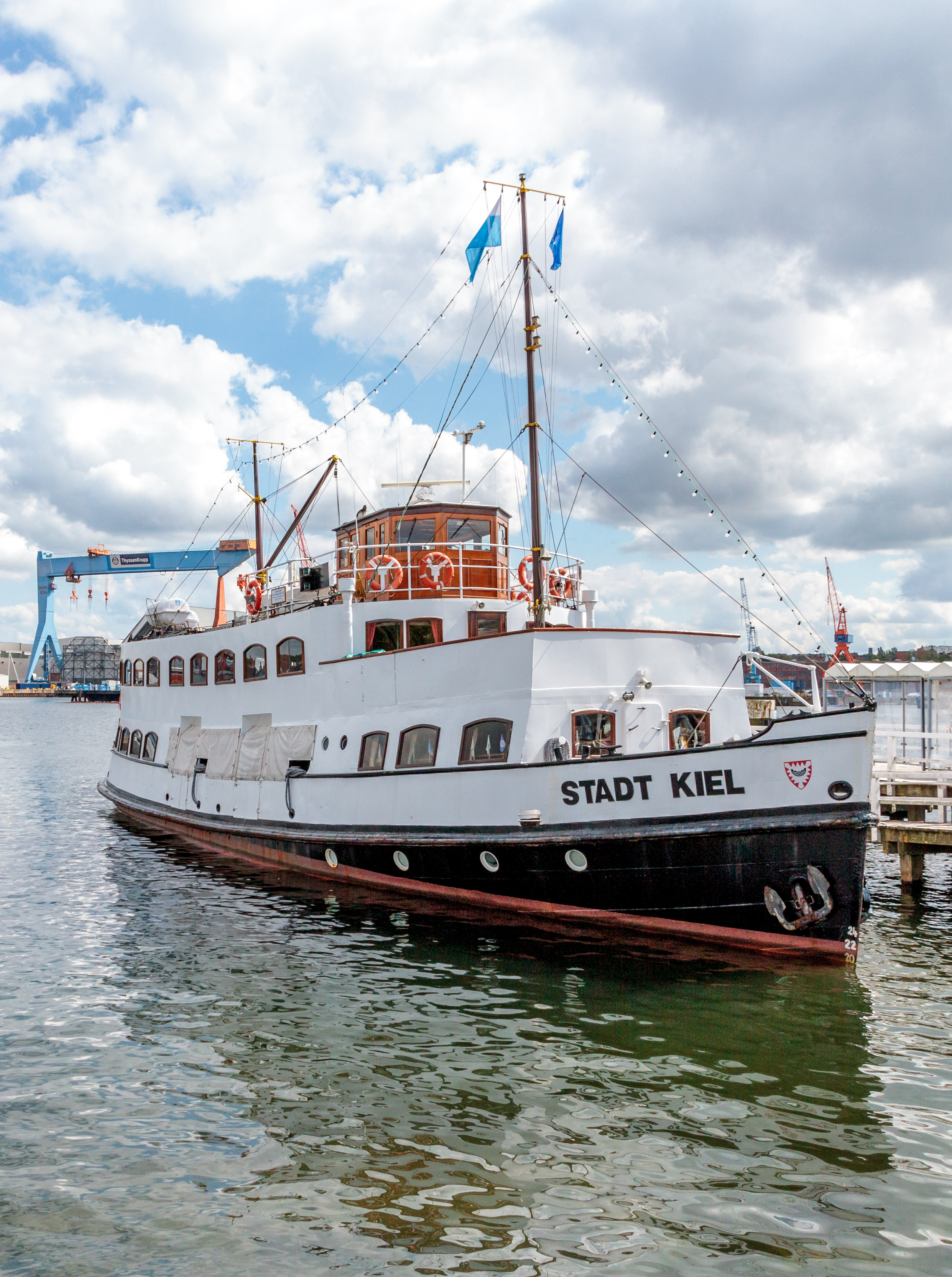
Fahrgastschiff Stadt Kiel
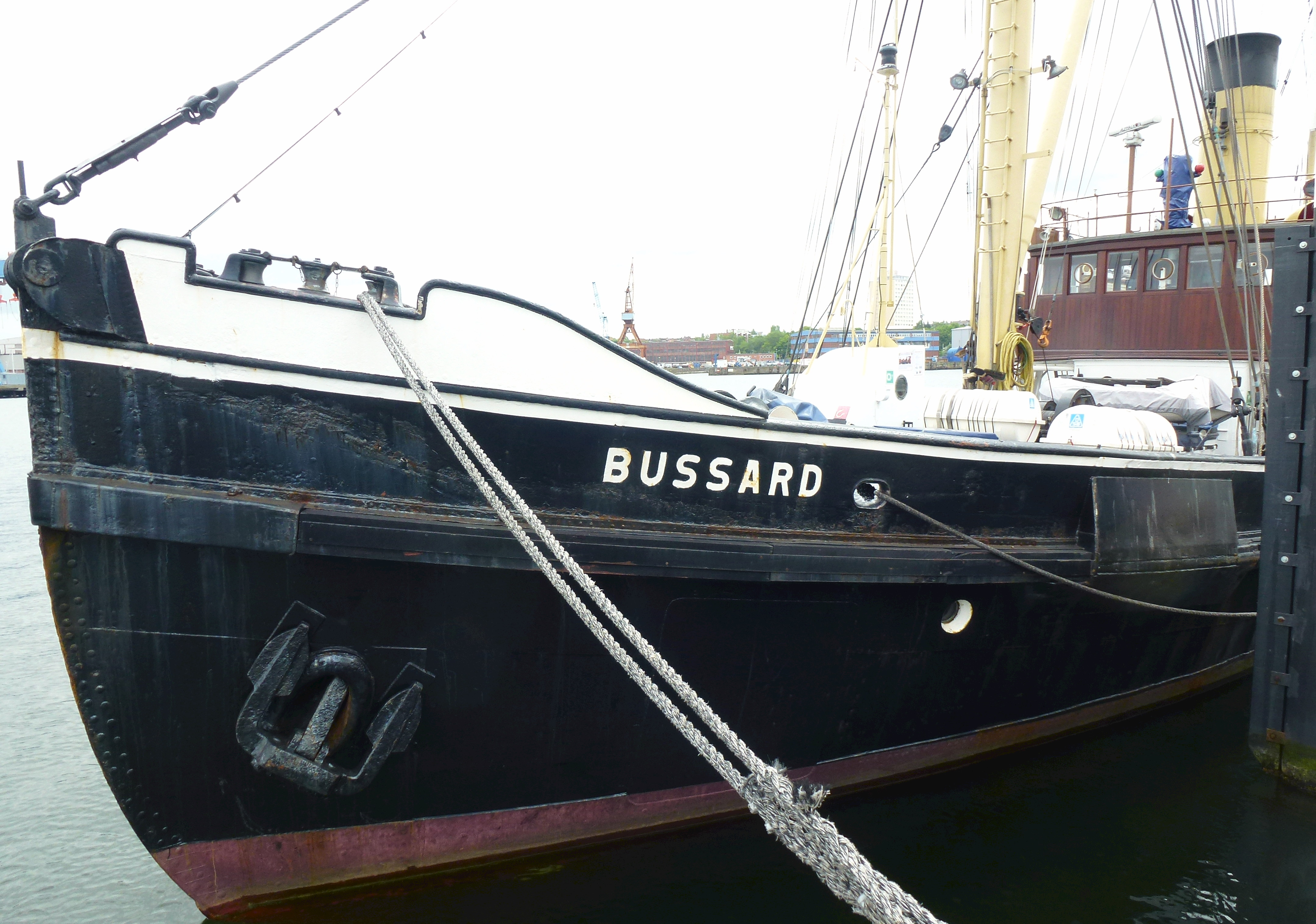
Tonnenleger Bussard
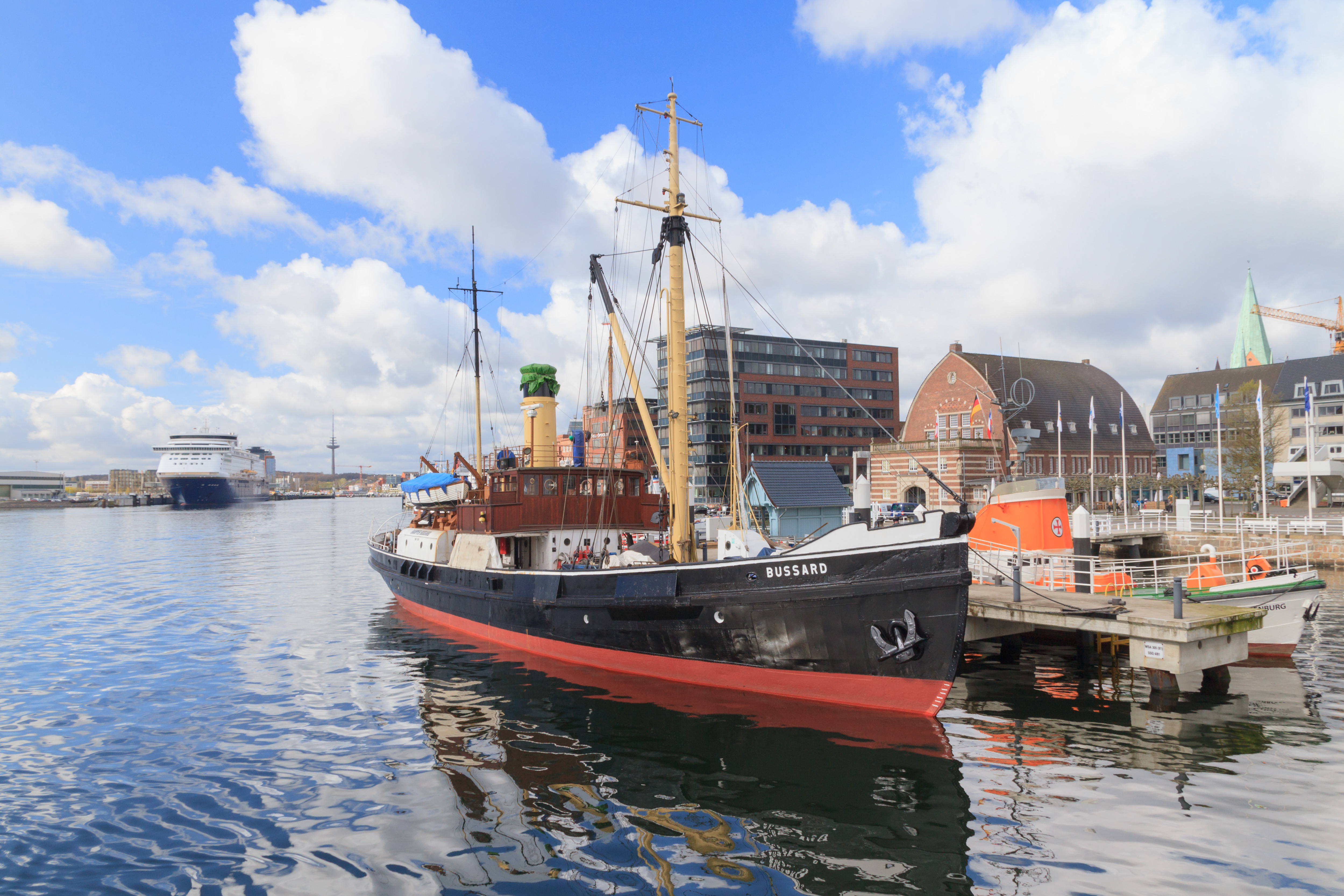
Tonnenleger Bussard
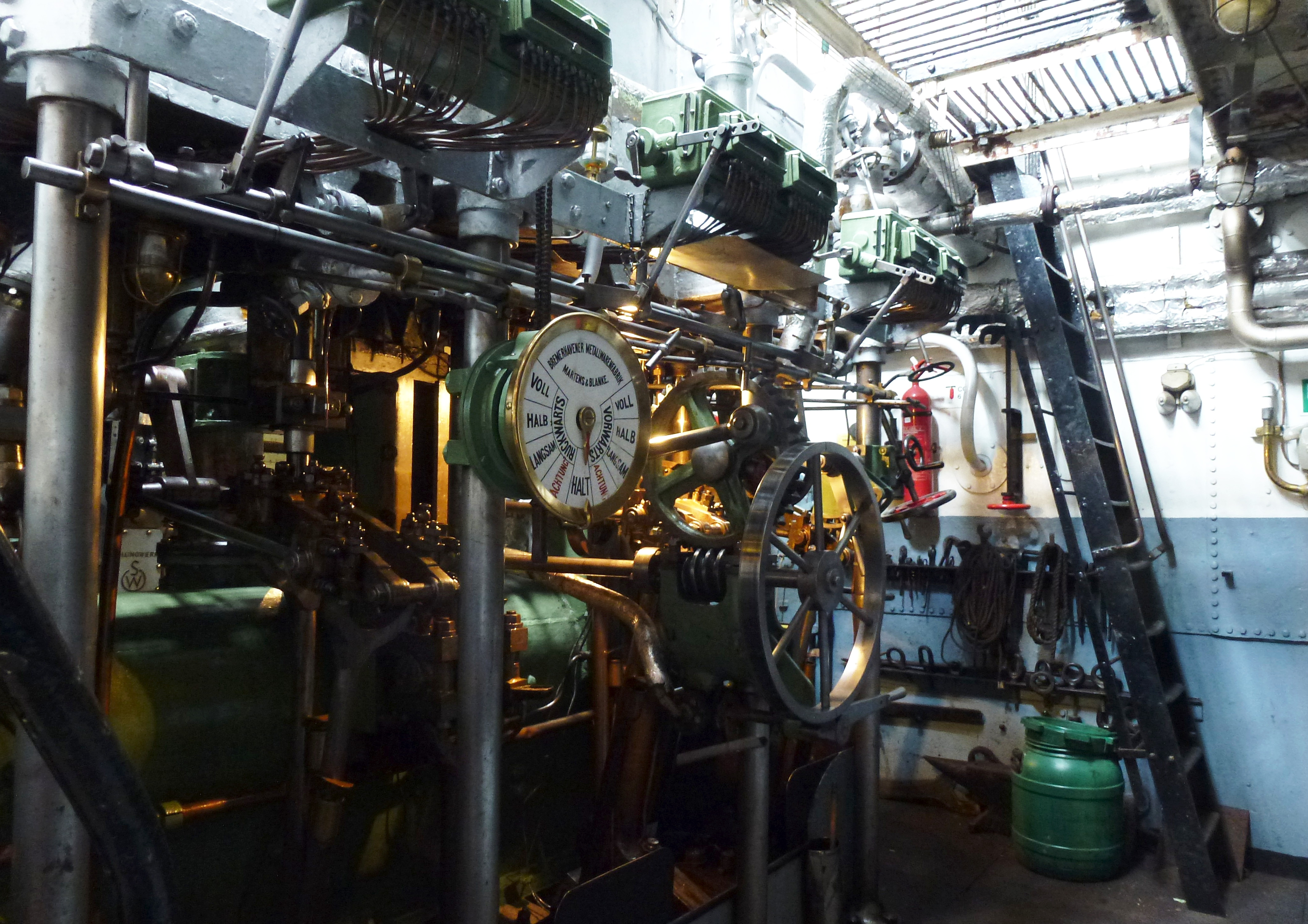
Tonnenleger Bussard, Maschine
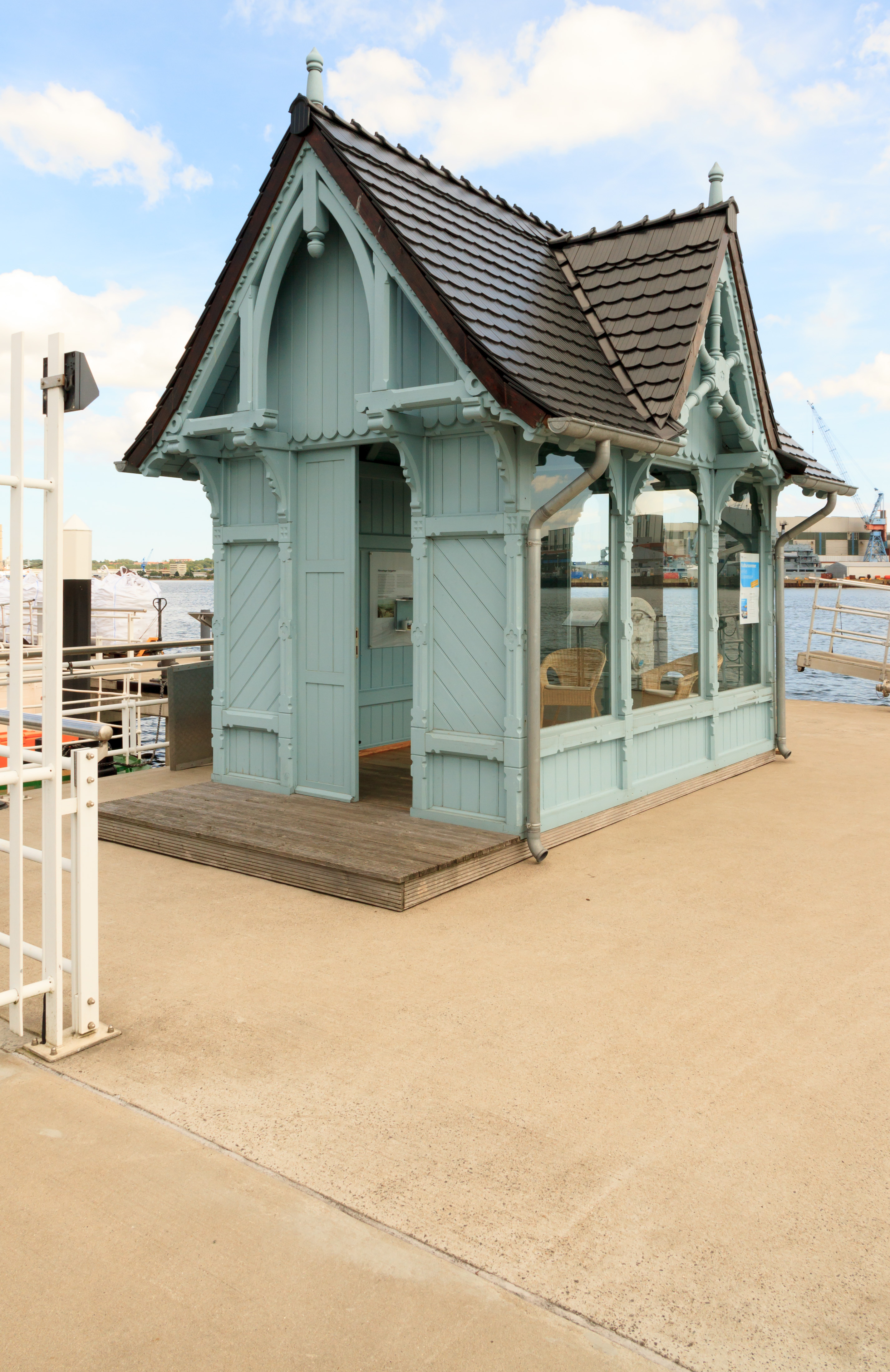
„Brausebude“ von etwa 1890, eine ehemalige Schankbude für alkoholfreie Getränke

## Bildmotiv
Eine Darstellung des Schifffahrtsmuseums wurde als Motiv auf den Kieler Weihnachtsbechern 1995 und 1996 verwendet.